# Franz Sprung
Franz von Sprung (16. října 1815 Gradenberg-Krennhof – 2. dubna 1890 Štýrský Hradec) byl rakouský železářský odborník, manažer a politik německé národnosti ze Štýrska, v 2. polovině 19. století poslanec Říšské rady.

## Biografie
Jeho zetěm byl ocelářský odborník Fridolin Reiser. Švagr Peter Tunner (1809–1897) byl odborníkem v železářském průmyslu. Franz Sprung vystudoval gymnázium a v letech 1830–1837 studoval filozofii, přírodní vědy a právní odbory na univerzitě ve Štýrském Hradci. Dále absolvoval roční právní studia v Klagenfurtu a v roce 1837 složil soudcovské zkoušky. Od roku 1837–1838 působil v důlním a železářském průmyslu v Gmünd in Kärnten. Roku 1838 začal studovat na hornické akademii v Banské Štiavnici a roku 1840 patřil mezi první studenty na nově založeném hornickém učilišti ve Vordernbergu. Publikoval četné odborné články a roku 1842 nastoupil jako správce dolů a hutí v slezském Javorníku, později přešel na správcovský post v kraňské Bohinji. Roku 1849 se stal prozatímním profesorem hutnictví na hornickém učilišti ve Vordernbergu, později v Leobenu. Roku 1850 nastoupil na pozici tajemníka nově ustavené obchodní a živnostenské komory v Leobenu. Roku 1855 byl jmenován řádným profesorem metalurgie na hornickém učilišti v Leobenu, kde setrval do roku 1857, kdy odešel pracovat jako ředitel hutí v štýrském Donawitz. Zde prosadil četné technologické inovace a sociální vymoženosti pro zaměstnance. Tento podnik později přešel do vlastnictví akciové společnosti a roku 1881 společnosti Österreichisch-Alpine Montangesellschaft. Následně Sprung ve své funkci skončil. V letech 1880–1890 zastával funkci ředitele zemské hornické a hutnické školy v Leobenu.
Roku 1881 byl povýšen na rytíře. Byl aktivní i politicky. Zasedal v obecním výboru v Leobenu. Byl rovněž zvolen na Štýrský zemský sněm. Jako zemský poslanec působil v letech 1878–1883 a 1885–1889.
Působil taky jako poslanec Říšské rady (celostátního parlamentu Předlitavska), kam nastoupil v doplňovacích volbách roku 1882 za kurii městskou ve Štýrsku, obvod Judenburg, Neumarkt, Murau, Liezen, Gröbming atd. Slib složil 5. prosince 1882. Ve volebním období 1879–1885 se uvádí jako rytíř Franz von Sprung, ředitel železáren na odpočinku, bytem Štýrský Hradec.
Profiloval se jako německý liberál (tzv. Ústavní strana). Po svém zvolení do Říšské rady usedl do nově utvořeného poslaneckého klubu Sjednocené německé levice, do kterého se spojilo několik ústavověrných politických proudů.
Zemřel v dubnu 1890.